# Nurhidayat
Nurhidayat Haji Haris (sinh ngày 5 tháng 4 năm 1999) là một cầu thủ bóng đá người Indonesia hiện tại thi đấu cho Bhayangkara F.C. ở Liga I ở vị trí Hậu vệ.

## Sự nghiệp câu lạc bộ
Năm 2018, anh ký bản hợp đồng 2 năm với Bhayangkara FC để thi đấu tại Liga 1. Nurhidayat có màn ra mắt cho Bhayangkara 23 tháng 3 năm 2018 trong trận đấu đầu tiên tại Liga 1 2018, trận hòa 0-0 trước Persija Jakarta.

## Danh hiệu
- U-19 Indonesia

- Hạng ba: 2017.